# دان الكسندر
دان الكسندر (بالإنجليزية: Dan Alexander)‏ هو لاعب كرة قدم أمريكية أمريكي، ولد في 17 مارس 1978 في شيكاغو في الولايات المتحدة.

## وصلات خارجية
- دان الكسندر على موقع مرجع كرة القدم المحترفة.كوم (الإنجليزية)